# Simon Shnapir
Simon Shnapir (ur. 20 sierpnia 1987 w Moskwie) – amerykański łyżwiarz figurowy, startujący w parach sportowych. Brązowy medalista olimpijski z Soczi (2014, drużynowo), brązowy medalista mistrzostw czterech kontynentów (2013) oraz dwukrotny mistrz Stanów Zjednoczonych (2013, 2014). Zakończył karierę amatorską 30 czerwca 2015 roku.

## Osiągnięcia

### Z Leng
| Zawody                           | 14–15          |                |                |                |                |                |                |                |                |                |                |                |                |                |                |                |                |
| Międzynarodowe                   | Międzynarodowe | Międzynarodowe | Międzynarodowe | Międzynarodowe | Międzynarodowe | Międzynarodowe | Międzynarodowe | Międzynarodowe | Międzynarodowe | Międzynarodowe | Międzynarodowe | Międzynarodowe | Międzynarodowe | Międzynarodowe | Międzynarodowe | Międzynarodowe | Międzynarodowe |
| -------------------------------- | -------------- | -------------- | -------------- | -------------- | -------------- | -------------- | -------------- | -------------- | -------------- | -------------- | -------------- | -------------- | -------------- | -------------- | -------------- | -------------- | -------------- |
| GP NHK Trophy                    | 6              |                |                |                |                |                |                |                |                |                |                |                |                |                |                |                |                |
| GP Rostelecom Cup                | 8              |                |                |                |                |                |                |                |                |                |                |                |                |                |                |                |                |
| Krajowe                          |                |                |                |                |                |                |                |                |                |                |                |                |                |                |                |                |                |
| Mistrzostwa Stanów Zjednoczonych | 8              |                |                |                |                |                |                |                |                |                |                |                |                |                |                |                |                |

### Z Castelli
| Zawody                                | 06–07          | 07–08          | 08–09          | 09–10          | 10–11          | 11–12          | 12–13          | 13–14          |                |                |                |                |                |                |                |                |                |
| Międzynarodowe                        | Międzynarodowe | Międzynarodowe | Międzynarodowe | Międzynarodowe | Międzynarodowe | Międzynarodowe | Międzynarodowe | Międzynarodowe | Międzynarodowe | Międzynarodowe | Międzynarodowe | Międzynarodowe | Międzynarodowe | Międzynarodowe | Międzynarodowe | Międzynarodowe | Międzynarodowe |
| ------------------------------------- | -------------- | -------------- | -------------- | -------------- | -------------- | -------------- | -------------- | -------------- | -------------- | -------------- | -------------- | -------------- | -------------- | -------------- | -------------- | -------------- | -------------- |
| Igrzyska olimpijskie                  |                |                |                |                |                |                |                | 9              |                |                |                |                |                |                |                |                |                |
| Mistrzostwa Świata                    |                |                |                |                |                |                | 13             | 11             |                |                |                |                |                |                |                |                |                |
| Mistrzostwa Czterech Kontynentów      |                |                |                | 10             |                |                | 3              |                |                |                |                |                |                |                |                |                |                |
| GP NHK Trophy                         |                |                |                |                |                | 7              | 3              | 4              |                |                |                |                |                |                |                |                |                |
| GP Skate America                      |                |                |                |                | 6              |                | 5              | 6              |                |                |                |                |                |                |                |                |                |
| GP Skate Canada International         |                |                |                |                | 4              |                |                |                |                |                |                |                |                |                |                |                |                |
| GP Trophée Eric Bompard               |                |                |                | 7              |                |                |                |                |                |                |                |                |                |                |                |                |                |
| Ice Challenge                         |                |                |                |                |                |                | 1              |                |                |                |                |                |                |                |                |                |                |
| Memoriał Ondreja Nepeli               |                |                |                |                |                | 4              |                |                |                |                |                |                |                |                |                |                |                |
| U.S. International Classic            |                |                |                |                |                |                |                | 4              |                |                |                |                |                |                |                |                |                |
| Międzynarodowe: Kategorie młodzieżowe |                |                |                |                |                |                |                |                |                |                |                |                |                |                |                |                |                |
| Mistrzostwa Świata Juniorów           |                |                | 3              |                |                |                |                |                |                |                |                |                |                |                |                |                |                |
| JGP Finał                             |                |                | 6              |                |                |                |                |                |                |                |                |                |                |                |                |                |                |
| JGP w Czechach                        |                |                | 4              |                |                |                |                |                |                |                |                |                |                |                |                |                |                |
| JGP w Estonii                         |                | 10             |                |                |                |                |                |                |                |                |                |                |                |                |                |                |                |
| JGP w Wielkiej Brytanii               |                |                | 4              |                |                |                |                |                |                |                |                |                |                |                |                |                |                |
| Krajowe                               |                |                |                |                |                |                |                |                |                |                |                |                |                |                |                |                |                |
| Mistrzostwa Stanów Zjednoczonych      | 9 N            | 3 N            | 3 J            | 10             | 5              | 5              | 1              | 1              |                |                |                |                |                |                |                |                |                |
| Eastern Sectionals                    | 4 N            | 1 N            |                | 1              |                |                |                |                |                |                |                |                |                |                |                |                |                |
| Zawody zespołowe                      |                |                |                |                |                |                |                |                |                |                |                |                |                |                |                |                |                |
| Igrzyska olimpijskie                  |                |                |                |                |                |                |                | 3              |                |                |                |                |                |                |                |                |                |
| World Team Trophy                     |                |                |                |                |                |                | 1 T 5 P        |                |                |                |                |                |                |                |                |                |                |